# Cyclosa kibonotensis
Cyclosa kibonotensis är en spindelart som beskrevs av Albert Tullgren 1910. Cyclosa kibonotensis ingår i släktet Cyclosa och familjen hjulspindlar. Inga underarter finns listade i Catalogue of Life.